# Microphyt
Microphyt est une entreprise de culture d'organismes vivants, créée en 2007 par Arnaud Muller-Feuga à Baillargues, près de Montpellier, pour industrialiser la production de biomasse d’espèces de végétaux microscopiques d’intérêt économique.

## Activité
Fondé en 2007, Microphyt est un producteur d’ingrédients naturels issus de micro-algues pour les domaines de la nutrition et de la cosmétique.

## Biologie
Les végétaux microscopiques, ou microphytes (du grec ancien mikros signifiant petit et phyton signifiant plante), sont un groupe polyphylétique composé principalement des microalgues, mais aussi des cellules isolées de plantes multicellulaires et des petites plantes comme les gamétophytes de macroalgues et les protonemata de mousse. Cet ensemble hétérogène partage la propriété de vivre de la photosynthèse en suspension dans l’eau.
Longtemps négligés, les microphytes ont commencé à faire l’objet d’applications industrielles pour leurs propriétés particulières au milieu du XXe siècle. La première de ces applications a consisté dans la nourriture larvaire dans les fermes d’aquaculture, et notamment de crustacés, de poissons et de mollusques marins. Aujourd’hui, le nombre de ces applications ne cesse de s’accroître dans les secteurs d'activité les plus importants pour l’humanité que sont la santé, l’alimentation, l’énergie et l’environnement.

## Biotechnologies
Lors de la culture de ces microorganismes, ils constituent un obstacle à la progression de la lumière qui s’atténue selon une loi d’absorption de type Beer-Lambert. Leur culture nécessite un brassage destiné à faire que tous les microorganismes puissent accéder à la lumière malgré sa répartition hétérogène. Les enceintes transparentes dans lesquelles cette réaction est réalisée sont appelées photobioréacteurs.
Pour désigner tous ces organismes, Microphyt leur a emprunté leur nom générique.
Certaines d'entre elles présentent, en effet, des vertus intéressant les secteurs cruciaux de l'alimentation et de la santé. Mais la culture de ces microorganismes présente des difficultés liées principalement à leur faible vitesse de croissance qui les expose aux contaminations, et aussi à leur fragilité physique liée à leur conformation en chaînes et/ou à leurs appendices. 

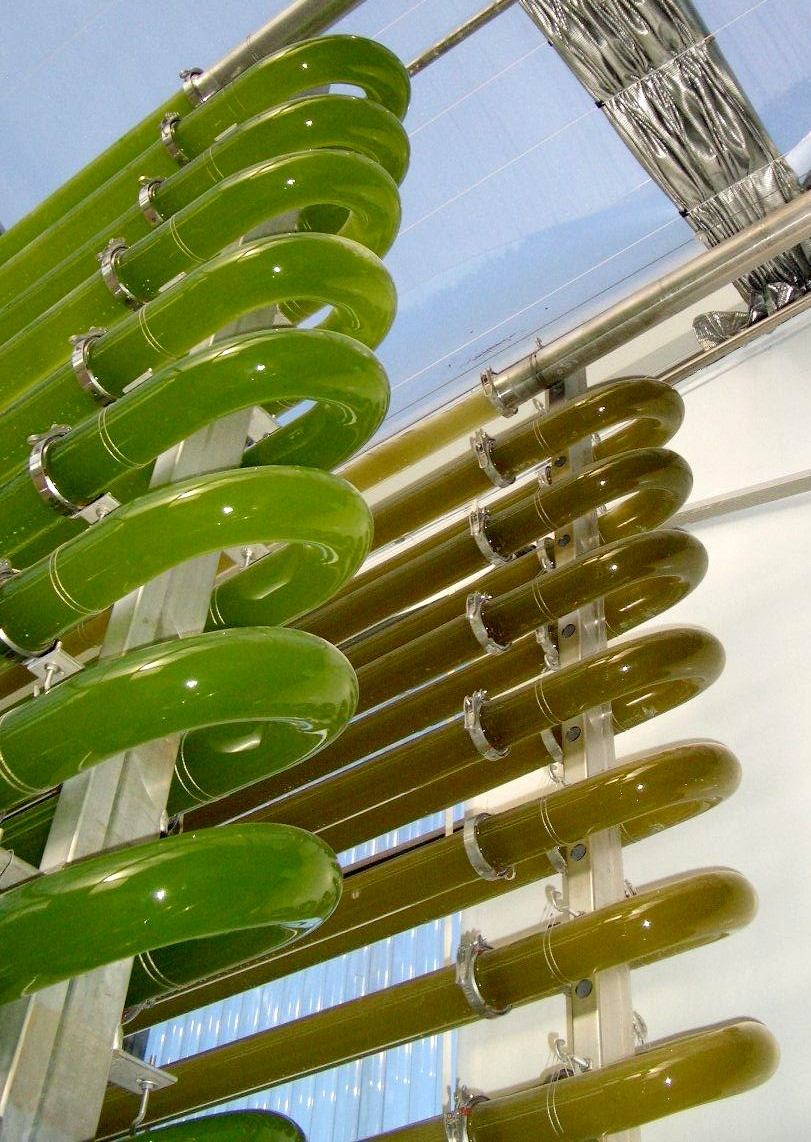
Deux photobioréacteurs en culture, avec deux espèces de microalgues (eau douce et marine)

La bioluminescence induite par des stimulations physiques du dinoflagellé Pyrocystis noctiluca a été utilisée  pour caractériser la nature et l'intensité des contraintes mécaniques dans les écoulements à recirculation. Les zones présentant les plus fortes émissions de lumière par ces microalgues étaient celles où ces contraintes étaient les plus intenses. 
Toutefois, aucune relation directe (et inverse) n'a pu être établie entre leur émission de lumière et leur bien-être exprimé par la division et la croissance cellulaire. Bien que leur petite taille laisse à penser qu'ils sont à l'abri de ces mauvais traitements, tous les micro-organismes nécessitent des précautions particulières pour limiter les sollicitations mécaniques, et bien sûr aussi pour maintenir l'asepsie des cultures. 
Un concept innovant de photobioréacteur permet de sécuriser l’approvisionnement des espèces difficiles à cultiver en masse, lesquelles constituent la grande majorité de la biodiversité de ce règne, parmi les plus importantes que l'on connaisse.

## Perspectives
Sur la base de ce concept de rupture, Microphyt produit industriellement de la biomasse de microalgues délicates, et développe de nouvelles techniques de production à coûts d'exploitation réduits pour les grands marchés de masse (en) mondiaux. Les photobioréacteurs flottants, notamment, sont en développement et permettront d'exploiter les surfaces en eau continentales, saumâtres et marines.
Microphyt projette un leadership sur le marché des antioxydants  tels que l'Astaxanthine .
Après avoir obtenu l’aide de l’Union Européenne dans le cadre du programme SME Instrument (renommé EIC Accelerator), instrument pour développer de nouveaux actifs de microalgues, la société Microphyt voit son développement conforté par une levée de fonds en 2019 de 28,5 millions d'euros,.